# 25 Dywizja Piechoty (III Rzesza)
25 (Wirtemberska) Dywizja Piechoty (niem. 25. Infanterie-Division) – niemiecka dywizja z czasów II wojny światowej, sformowana na mocy rozkazu z 15 października 1935, miejsce stacjonowania sztabu Ludwigsburg. Stacjonowała w V Okręgu Wojskowym. Od 15 listopada 1940 w macierzystych garnizonach rozpoczęto przeformowywać jednostkę w 25 Dywizję Piechoty Zmotoryzowanej.
23 czerwca 1943 jednostkę przemianowano na 25 Dywizję Grenadierów Pancernych.

## Dowódcy dywizji
- gen. por. Hubert Schaller – Kalide 10 IV 1936 – 12 X 1936;
- gen. por. Christian Hausen 12 X 1936 – 15 X 1940;
- gen. por. Heinrich Clößner 15 X 1940 – XI 1940;
- gen. mjr Sigfrid Henrici 15 I 1942 - 4 II 1942;
- gen. por. Anton Grasser od 4 II 1942[1].

## Struktura organizacyjna
Skład w sierpniu 1939
- 13 pułk piechoty: miejsce postoju sztabu – I, II, III i rezerwowego batalionu – Ludwigsburg;
- 35 pułk piechoty: miejsce postoju sztabu, I, II i rezerwowego batalionu – Tybinga, III batalionu – Reutlingen;
- 119 pułk piechoty: miejsce postoju sztabu, I i III batalionu – Stuttgart, II batalionu – Schwäbisch - Gmünd;
- 25 pułk artylerii: miejsce postoju sztabu, I, II i III dywizjonu – Ludwigsburg;
- I dywizjon 60 pułku artylerii ciężkiej: miejsce postoju – Ruetlingen;
- 25 batalion pionierów: miejsce postoju – Karlsruhe
- 25 oddział przeciwpancerny: miejsce postoju – Kornwestheim;
- 25 oddział łączności: miejsce postoju – Stuttgart;
- 25 oddział obserwacyjny: nie został wystawiony;

Skład w styczniu 1940
13, 35 i 119 pułki piechoty, 25 pułk artylerii, I/61 pułku artylerii ciężkiej,  25 batalion pionierów, 25 oddział rozpoznawczy, 25 oddział przeciwpancerny, 25 oddział łączności,  25 polowy batalion zapasowy;